# Système d'ordre fractionnaire
 (septembre 2021).
Dans les domaines des systèmes dynamiques et de la théorie du contrôle, un système d'ordre fractionnaire est un système dynamique qui peut être modélisé par une équation différentielle fractionnaire contenant des dérivées d'ordre non entier. On dit que de tels systèmes ont une dynamique fractionnaire. On utilise des dérivées et des intégrales d'ordre fractionnaire pour décrire des objets qui peuvent être caractérisés par une non-localité en loi de puissance, une dépendance à longue portée de la loi de puissance ou des propriétés fractales. Les systèmes d'ordre fractionnaire sont utiles pour étudier le comportement anormal des systèmes dynamiques en physique, en électrochimie, en biologie, en viscoélasticité et dans l'étude des systèmes chaotiques.

## Définition
Un système dynamique général d'ordre fractionnaire peut s'écrire sous la forme suivante :
{\displaystyle H(D^{\alpha _{1},\alpha _{2},\ldots ,\alpha _{m}})(y_{1},y_{2},\ldots ,y_{l})=G(D^{\beta _{1},\beta _{2},\ldots ,\beta _{n}})(u_{1},u_{2},\ldots ,u_{k})}
où {\displaystyle H} et {\displaystyle G} sont des fonctions de l'opérateur de dérivée fractionnaire {\displaystyle D} d'ordre {\displaystyle \alpha _{1},\alpha _{2},\ldots ,\alpha _{m}}, et où {\displaystyle \beta _{1},\beta _{2},\ldots ,\beta _{n}} et {\displaystyle y_{i}} et {\displaystyle u_{j}} sont des fonctions du temps. Un cas particulier courant est le système linéaire invariant dans le temps (LTI) à une variable :
{\displaystyle \left(\sum _{k=0}^{m}a_{k}D^{\alpha _{k}}\right)y(t)=\left(\sum _{k=0}^{n}b_{k}D^{\beta _{k}}\right)u(t)}
Les ordres {\displaystyle \alpha _{k}} et {\displaystyle \beta _{k}} sont en général des quantités complexes. Cependant, les deux cas particuliers où les ordres sont proportionnels ou rationnels sont intéressants : 
{\displaystyle \alpha _{k},\beta _{k}=k\delta ,\quad \delta \in R^{+}}
{\displaystyle \alpha _{k},\beta _{k}=k\delta ,\quad \delta ={\frac {1}{q}},q\in Z^{+}}
Lorsque {\displaystyle q=1}, les dérivées sont d'ordre entier et le système devient une équation différentielle ordinaire. Ainsi, en augmentant la spécialisation, les systèmes LTI peuvent être d'ordre général, d'ordre proportionnel, d'ordre rationnel ou d'ordre entier.

### Fonction de transfert
En appliquant une transformée de Laplace au système LTI ci-dessus, la fonction de transfert devient la suivante :
{\displaystyle G(s)={\frac {Y(s)}{U(s)}}={\frac {\sum _{k=0}^{n}b_{k}s^{\beta _{k}}}{\sum _{k=0}^{m}a_{k}s^{\alpha _{k}}}}}
Pour les ordres généraux {\displaystyle \alpha _{k}} et {\displaystyle \beta _{k}}, il s'agit d'une fonction de transfert non rationnelle. Les fonctions de transfert non rationnelles ne peuvent pas être écrites comme un développement en un nombre fini de termes (par exemple, un développement binomial aurait un nombre infini de termes). En ce sens, on peut dire que les systèmes d'ordre fractionnaire ont un potentiel de mémoire illimitée,.

## Pourquoi étudier les systèmes d'ordre fractionnaire
Les lois exponentielles sont une approche classique pour étudier la dynamique des densités de population. Cependant, il existe de nombreux systèmes dont la dynamique suit des lois plus rapides ou plus lentes que les lois exponentielles. Dans ces cas, les fonctions de Mittag-Leffler peuvent mieux décrire les changements anormaux de dynamique.
La diffusion anormale est un autre système dynamique où les systèmes d'ordre fractionnaire jouent un rôle important pour décrire le flux anormal dans le processus de diffusion.
La viscoélasticité est une propriété d'un matériau qui n'est ni totalement élastique, ni totalement fluide. Dans le cas de matériaux réels, la relation entre contrainte et déformation, telle que décrite par la loi de Hooke et la loi de Newton, présente des inconvénients évidents. Ainsi, G.W. Scott Blair a introduit une nouvelle relation entre stress et tension comme suit :
{\displaystyle \sigma (t)=E{D_{t}^{\alpha }}\varepsilon (t),\quad 0<\alpha <1.}[réf. nécessaire]
Dans la théorie du chaos, il a été observé que le chaos se produit dans les systèmes dynamiques d'ordre 3 ou plus. L'introduction des systèmes d'ordre fractionnaire permet à certains chercheurs d'étudier le chaos dans des systèmes d'ordre total inférieur à 3.

## Analyse des équations différentielles fractionnaires
Considérons le problème de valeur initiale d'ordre fractionnaire suivant :
{\displaystyle {_{0}^{C}D_{t}^{\alpha }}x(t)=f(t,x(t)),\quad t\in [0,T],\quad x(0)=x_{0},\quad 0<\alpha <1.}

### Existence et unicité
Ici, sous la condition de continuité sur la fonction {\displaystyle f}, on peut convertir l'équation ci-dessus en équation intégrale correspondante :
{\displaystyle x(t)=x_{0}+{_{0}^{C}D_{t}^{-\alpha }}f(t,x(t))=x_{0}+{\frac {1}{\Gamma (\alpha )}}\int _{0}^{t}{\frac {f(s,x(s))\,ds}{(t-s)^{1-\alpha }}},}
Il est possible de construire un espace de solution et définir, par cette équation, une auto-carte continue sur l'espace de solution. On peut ensuite appliquer un théorème de point fixe pour obtenir un point fixe, qui est la solution de l'équation ci-dessus.

### Simulation numérique
Pour la simulation numérique de la solution des équations ci-dessus, Kai Diethelm a suggéré la méthode d'Adams-Bashforth linéaire fractionnaire à plusieurs étapes ou les méthodes de quadrature.
Voir aussi les méthodes d'Abdon Atangana dans ce sens.